# 贾思伯
贾思伯（468年—525年），字士休，齐郡益都县（今山东寿光）人，北魏官员。

## 生平
汉朝贾谊之后，十世祖贾诩，九世祖贾机，从武威郡姑臧（今甘肃省武威市）迁徙到齐郡。贾思伯幼时聪慧，十岁能诵书诗，早年和弟贾思同曾隨北海人陰鳳學習。工草隶，善辞赋。
21岁时释褐奉朝请，接待南齐使者。稍迁太子步兵校尉、中书舍人，转中书侍郎。太和二十三年（499年），随北魏孝文帝南征。北魏宣武帝即位，以侍从之勤，转辅国将军、河内太守，因非其好也，不拜，改授鸿胪少卿。
正始三年（506年），母亲去世丁忧，去职；服阙，除荥阳太守，有政绩。迁征虏将军、南青州刺史。不久父亲去世，丁忧离任。除服后除征虏将军、光禄少卿，仍拜左将军、兖州刺史。
北魏孝明帝即位后征为给事黄门侍郎。不久除右将军、凉州刺史。贾思伯以凉州边远，不乐外出，辞以男女未婚。改授太尉清河王府长史。俄迁廷尉卿，思伯自以儒素为业，不好法律，希言事。俄转卫尉卿，参与明堂建造规格讨论。迁太常卿兼度支尚书，摄都官七兵二局，真殿中尚书。加安东将军、青州大中正。太保崔光病重，推荐他擔任侍讲，侍读冯元兴一起教授年幼的孝明帝，读《杜氏春秋》于显阳前殿，“言约义敷，旨高辞远。”。贾思伯性格谦和，禮賢下士，“虽在街途，停车下马，接诱恂恂，曾无倦色”。
孝昌元年七月十六日（公历525年8月20日），薨于洛阳怀仁里，年五十八。十一月归葬于青州，追赠散骑常侍、尚书右仆射、使持节镇东将军、青州刺史。谥曰文贞。
著《春秋杜氏辨》。张澍《凉州府志备考》曾考證過〈贾思伯碑〉。

## 家族
- 伯父：贾元寿，中书侍郎，追赠青州刺史。
- 父亲：贾道最，州主簿、州中正、本郡太守。
- 弟弟：贾思同，字士明。孝静帝师，侍中。兴和二年卒，谥曰文献。
- 子：贾彦始，武定中，淮阳太守。

## 延伸阅读
[在维基数据编辑]
 《魏書·卷72》，出自魏收《魏书》
 《北史·卷047》，出自李延壽《北史》